# زمین‌لرزه ۱۹۸۱ کلمبیا
زمین‌لرزه کلمبیا  در تاریخ ۱۸ اکتبر ۱۹۸۱ میلادی، برابر با ‎۲۶ مهر ۱۳۶۰، ساعت ۴:۳۱:۰۲ به زمان یوتی‌سی در کلمبیا رخ داد. ژرفای این زلزله ۳۹٫۶ کیلومتر بود، و بزرگی آن ۵٫۹ در مقیاس Mw اعلام شده‌است. زمین‌لرزه به وقت محلی در روز شنبه، ساعت ۲۳ روی داده و منطقه زمانی آن یوتی‌سی -۵ بوده‌است .
سازمان زمین‌شناسی آمریکا نیز رومرکز این زمین‌لرزه را در مختصات ۸°۰۶′۵۸″شمالی ۷۲°۳۱′۳۷″غربی / ۸٫۱۱۶°شمالی ۷۲٫۵۲۷°غربی و ژرفای آن را در ۵۳ کیلومتر گزارش کرده‌است. بزرگی برگزیدهٔ این سازمان از میان بزرگی‌های محاسبه‌شدهٔ مختلف ۵٫۴ در مقیاس بوده و از دید اثر، در میان چهار دسته‌بندی «نامحسوس»، «محسوس»، «زیان‌آور» یا «با تلفات»، زلزله را «با تلفات» اعلام کرده‌است.رانش زمین در آن به وجود آمده‌است.
پروژهٔ «تنسور گشتاور مرکزوار» زاویه‌های (راستا، شیب، ریک) گسل سازندهٔ زمین‌لرزه و صفحه عمود بر آن را (°۲۵۱، °۴۳، °۱۷۳) یا (°۳۴۷، °۸۵، °۴۷) و نوع گسل را «امتدادلغز» فرارسانده‌است.
شمار کشتگان زلزله حدود ۱۵ نفر بوده‌است.تعداد زخمیان ۱۰۰ نفر برآورده شده‌است.